# دمياط

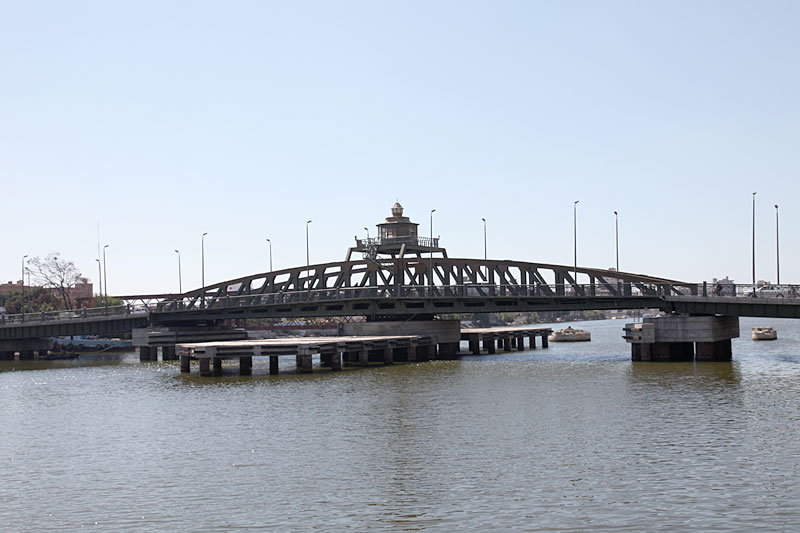
الكوبري القديم

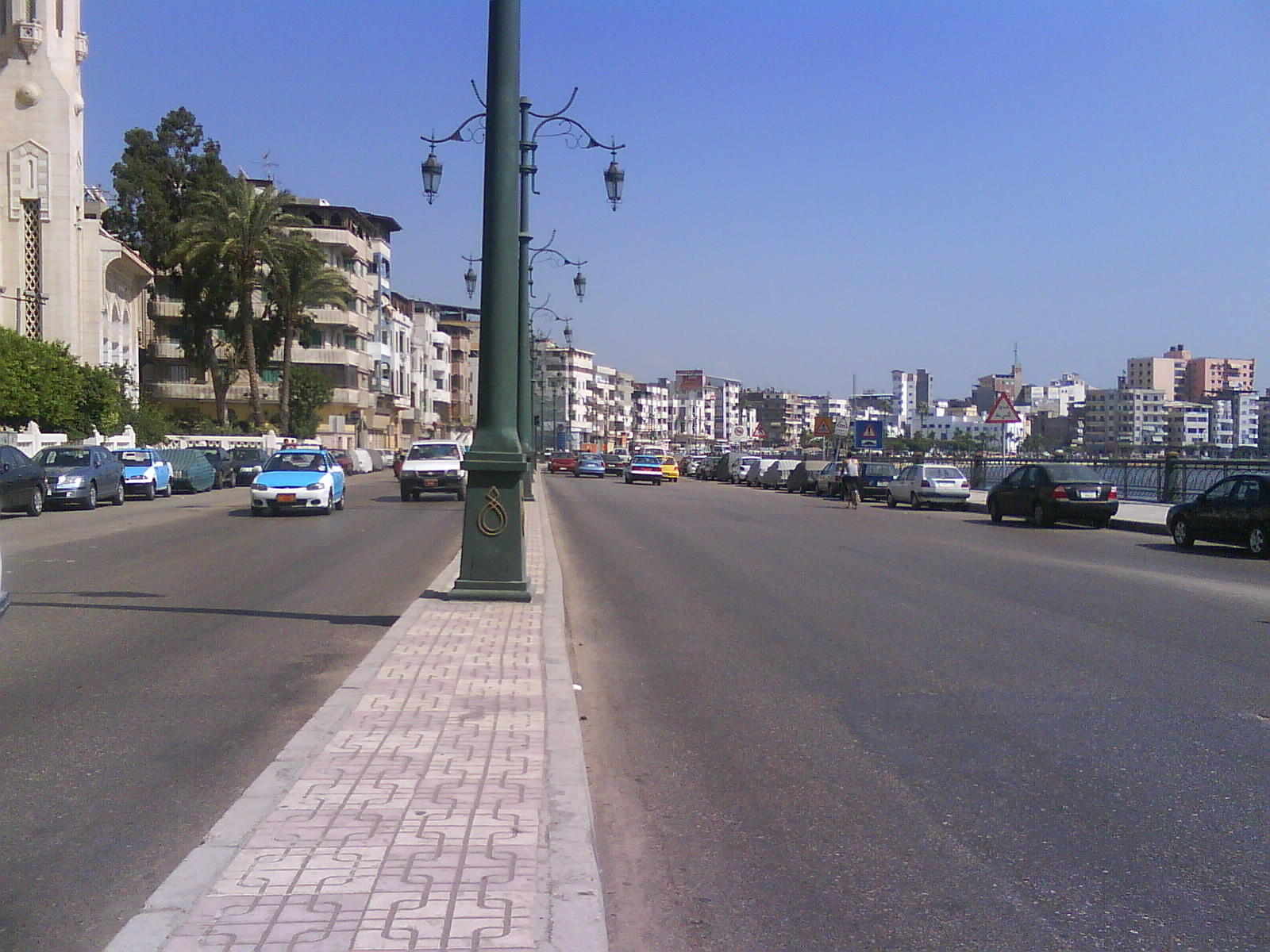
كورنيش النيل بدمياط

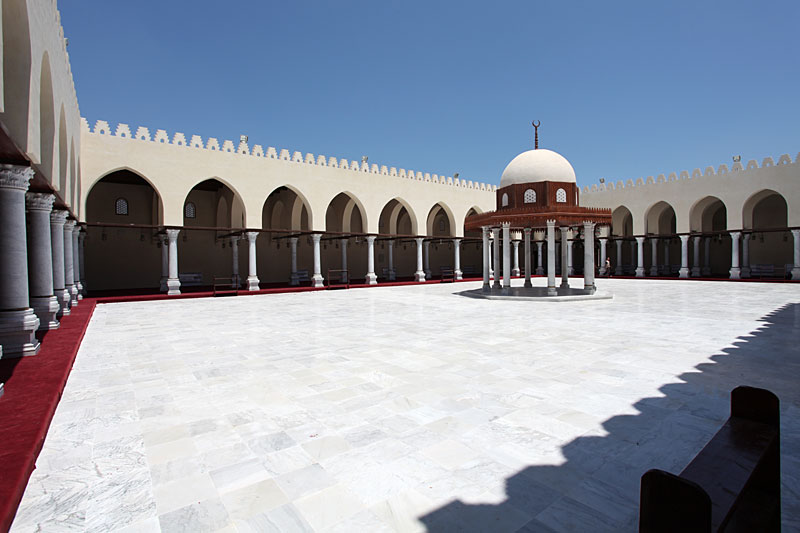
ساحة جامع عمرو ابن العاص ثاني مسجد بُني في مصر

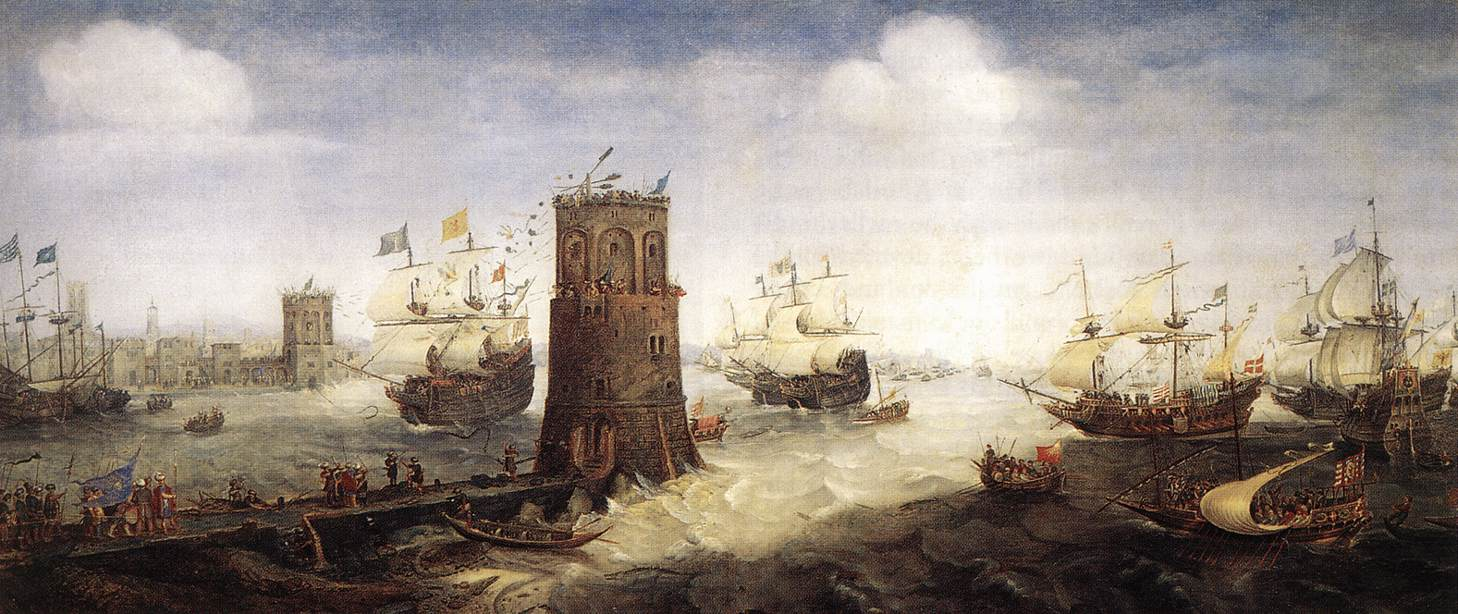
الهجوم على دمياط في عهد حملات صليبية.

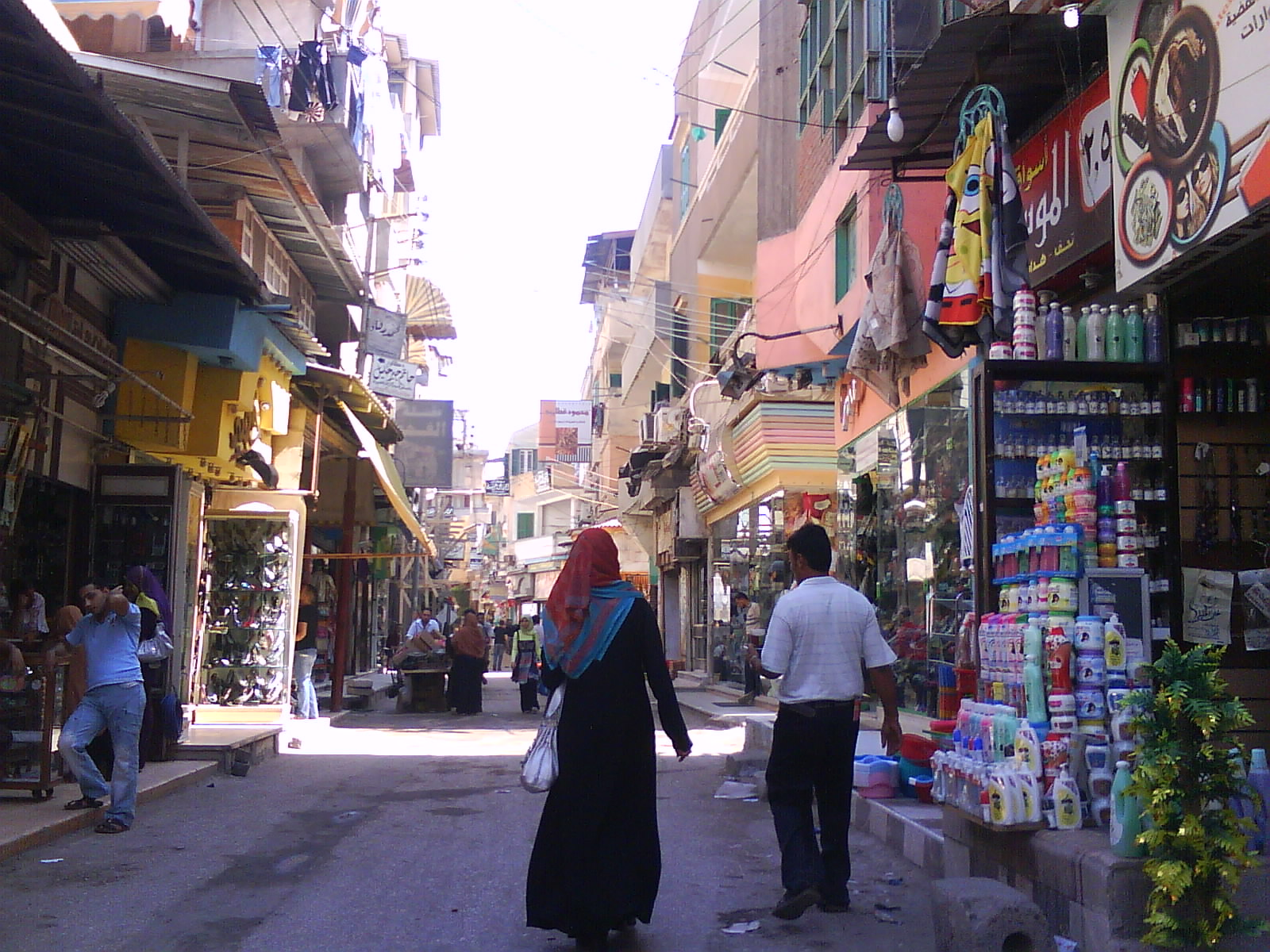
شارع تجاري بدمياط

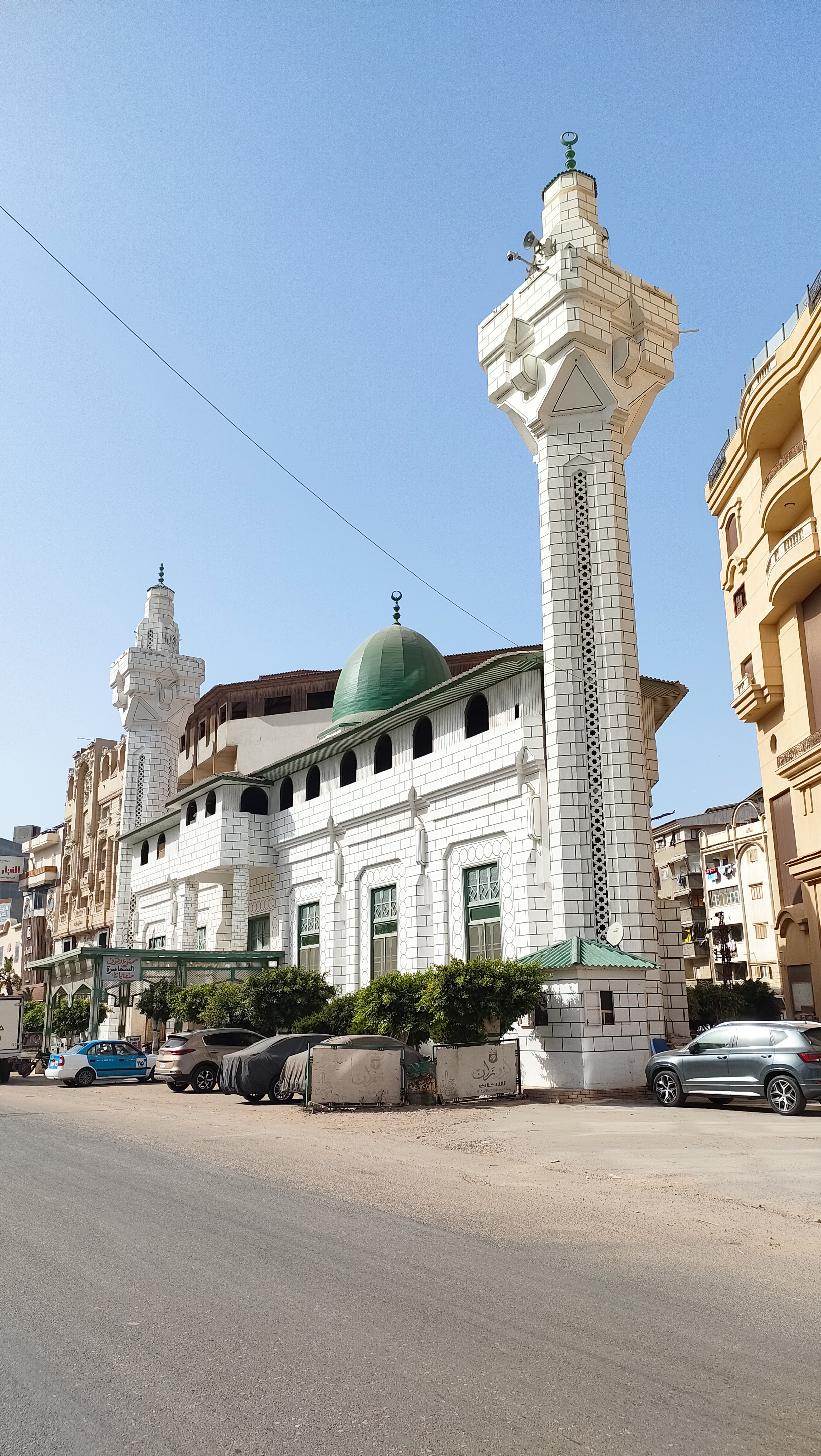
أحد المساجد بدمياط

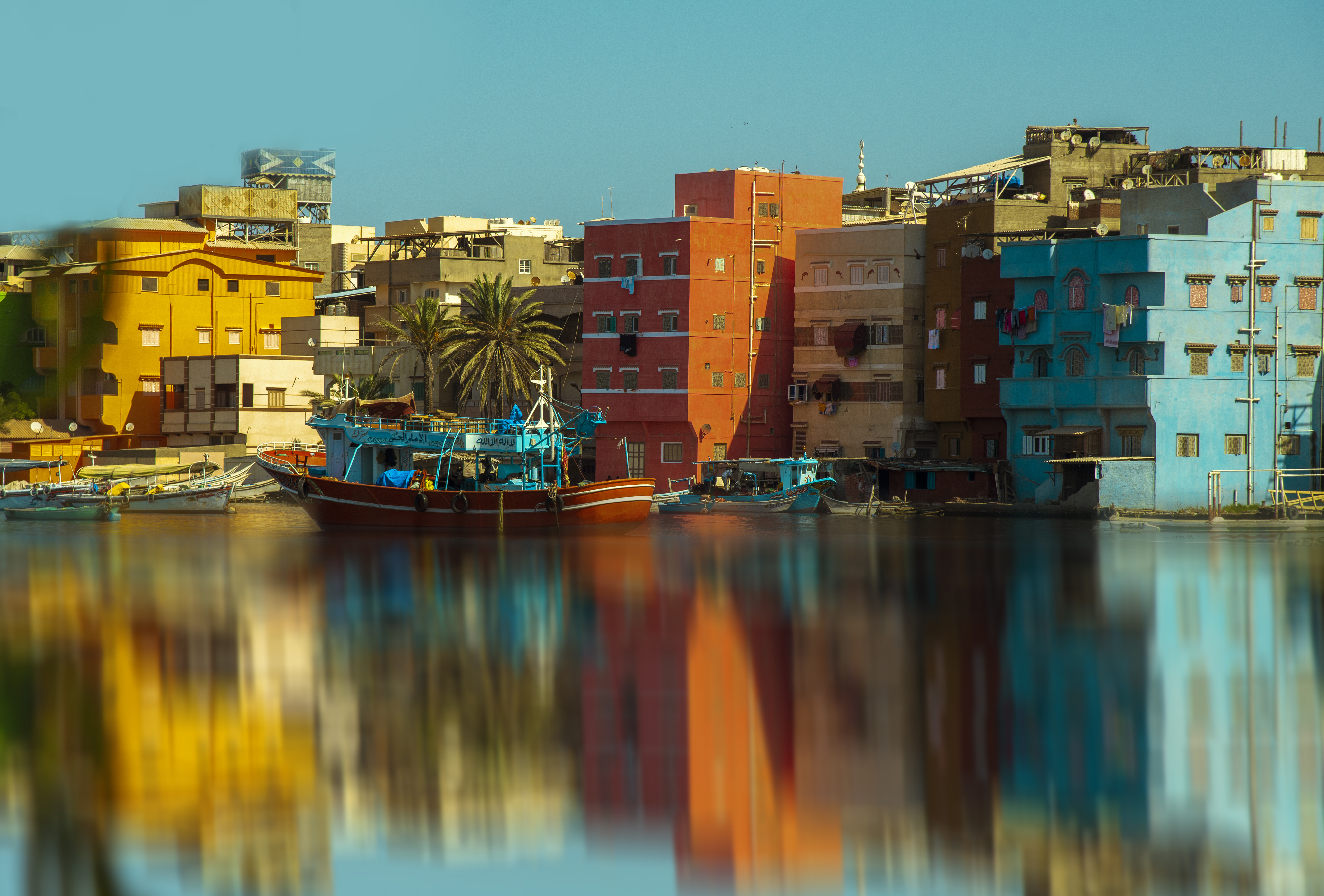
قرية عزبة البرج.

علم دمياط متحرك

دِمْياط (بالقبطية: ⲧⲁⲙⲓⲁϯ) مدينة ساحلية وعاصمة محافظة دمياط بأقصى شمال مصر، وبعدها بـ 15 كم يصب فرع دمياط من النيل في البحر الأبيض المتوسط عند رأس البر. يفصلها شريط ضيق عن بحيرة المنزلة، وإلى الجنوب الغربي تمتد مزارع وجه بحري (دلتا النيل) وسهولها، وتبعد وحوالي 200 كيلومتر (120 ميلًا) شمال القاهرة، ويعد ميناء دمياط أحدَ أهم موانئ مصر فينشط استقبالًا للسفن وتتكثف فيه حركة البضائع.
تتميز دِمْياط بكثرة مزارع الجوافة وخصوصًا في كفر البطيخ. وأيضا أشجار النخيل البالغ عددها نحو 2,5 مليون، والتي تغطى الساحل من رأس البر شرقًا وحتى جمصة غربًا ومن البحر شمالًا وحتى الطريق السريع وجنوب قرية الرياض جنوبًا، باستثناء منطقة دمياط الجديدة. وقد صدرت دِمْياط فوق مليون نخلة إلى عدَّة دول أهمها اليونان والصين.

## التاريخ

### العصر الفرعوني
يقول الدكتور وحيد شعيب، الأستاذ بكلية الآداب بجامعة دمياط: «يرجع تاريخ محافظة دمياط إلى العصر الفرعوني حيث كان الوجه البحري مقسمًا إلى 20 مقاطعة، وعرفت مدينة دمياط في النصوص المصرية القديمة باسم دمطيو بمعنى» سكان الميناء«، وهي التسمية التي تحوّلت في القبطية باسم تاميط واليونانية تاميطييس ثم أصبحت Damiette وفي اللغات الأوروبية.»

### العصر اليوناني
دخلت دمياط في الحكم الإغريقي ضمن المدن المصرية وذلك منذ أن فتح الإسكندر الأكبر مصر عام 332 ق.م وأعقبه في حكمها البطالمة إلى أن احتلتها الدولة الرومانية عام 30 ق.م، وقد زادت العلاقات التجارية والثقافية بين دمياط والشعب اليوناني حيث نزح عدد كبير من العلماء والكتاب والسائحين الذين اهتموا بدراسة التاريخ المصري والآثار والعادات والتقاليد وظلت تحت الحكم الإغريقي لمده ثلاثة قرون وأطلق عليها «تاميا تس».
و قد حدثت معركة قرب دمياط بين حاكم مقدونيا برديكاس وقوات بطليموس الأول للاستيلاء على ناووس الإسكندر الأكبر ونقله إلى مقدونيا ليُدفن هناك. والتي انتصر فيها بطليموس الأول.

### العصر الروماني

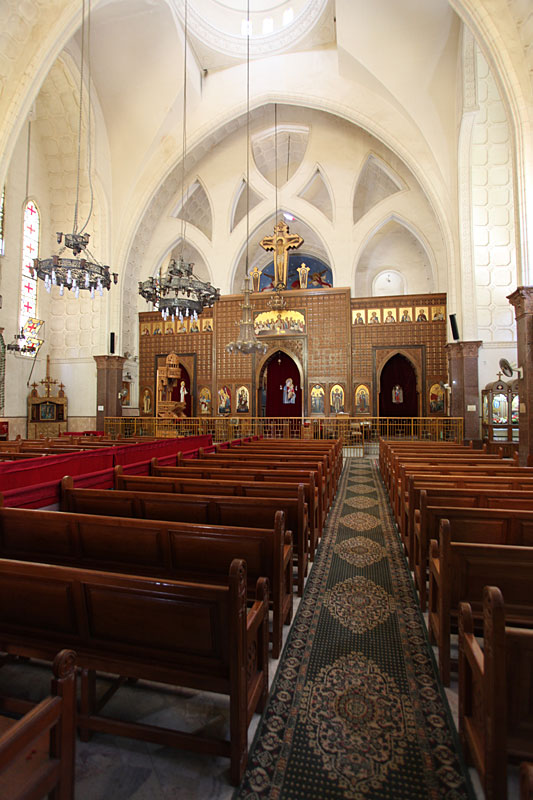
الكنيسة العذراء من الداخل

من دمياط حقلا يمدهم بالغلال والكتان وسائر الحاصلات الزراعية وتم زيادة الضرائب علي السكان مما زاد السخط على الرومان وجعل الثورات تشتعل ضدهم. ولما دخلت المسيحية مصر انتشرت الكنائس في دمياط وخاصة في عهد الإمبراطور قسطنطين عام 325 م وكانت أسقفية كبيرة لها أسقف يمثلها في المؤتمرات الدينية العالمية، وتحول تامياتس إلى «تاميات» ويقال معناها بالمصرية القديمة الأرض الشمالية التي تنبت الكتان.

### الفتح الإسلامي
| دمياط                                                                            | سقى عهد دمياط وحياه من عهدفقد زادني ذكراه وجداً على وجدولا زالت الأنواء تسقي سحابهادياراً حكت من حسنها جنة الخلدفيا حسن هاتيك الديار وطيبهافكم قد حوت حسناً يجل عن العدّفلله أنهار تحف بروضهالكالمرهف المصقول أو صفحة الخدوبشنينها الريان يحكي متيماًتبدّل من وصل الأحبة بالصدّفقام على رجليه في الدمع غارقاًيراعي نجوم الليل من وحشة الفقدوظلّ على الأقدام تحسب أنهلطول انتظار من حبيب على وعدولا سيما تلك النواعير إنهاتجدد حزن الواله المدنف الفردأطارحها شجوي وصارت كأنماتطارح شكواها بمثل الذي أبديفقد خلتها الأفلاك فيها نجومهاتدور بمحض النفع منها وبالسعدوفي البرك الغرّاء يا حسن نوفرحلا وغدا بالزهو يسطو على الوردسماء من البلور فيها كواكبعجيبة صبغ اللون محكمة النضدوفي شاطئ النيل المقدس نزهةتعيد شباب الشيب في عيشه الرغدوتنشي رياحاً تطرد الهمّ والأسىوتنشي ليالي الوصل من طيبها عنديوفي مرج البحرين جمّ عجائبتلوح وتبدو من قريب ومن بعدكأنّ التقاء النيل بالبحر إذ غدامليكان سارا في الجحافل من جندوقد نزلا للحرب واحتدم اللقاولا طعن إلا بالمثقفة الملدفظلا كما باتا وما برحا كماهما من جليل الخطب في أعظم الجهدفكم قد مضى لي من أفانين لذةبشاطئها العذب الشهيّ لذي الوردوكم قد نعمنا في البساتين برهةبعيش هنيء في أمان وفي سعدوفي البرزخ المأنوس كم لي خلوةوعند شطا عن أيمن العلم الفردهناك ترى عين البصيرة ما ترىمن الفضل والأفضال والخير والمجدفيا رب هيئ لي بفضلك عودةومنّ بها في غير بلوى ولا جهد | دمياط |
| — من أقوال المقريزي عندما زار دمياط، المواعظ والاعتبار للمقريزي الصفحة : 282-283 | |       |

أصبحت مصر قبيل منتصف القرن السابع الميلادي ولاية عربية خاضعة للحكم العربي ودخل الإسلام إليها، ولقد قام المقداد بن الأسود من قبل جيوش عمرو بن العاص بفتح دمياط حيث سيطر العرب على منافذ النيل على البحر المتوسط عام 642 ميلاديا. بدأت دمياط تتقرب إلى العرب المهاجرين إليها من شبه الجزيرة العربية ورجال الجيش الفاتح، وأطلق العرب على الوجه البحري اسم (أسفل الأرض) ثم عرّبوا الكثير من أسماء المدن فصارت (تاميات.. دمياط). وبدأ أهل دمياط يدخلون في الإسلام وأخذ سكانها يتعلمون اللغة العربية، ولما قدم المسلمون إلى أرض مصر كان على دمياط رجل، من أخوال المقوقس، يقال له: الهاموك، فلما افتتح عمرو بن العاص مصر امتنع الهاموك بدمياط، واستعدّ للحرب، فأنفذ إليه عمرو بن العاص المقداد بن الأسود، في طائفة من المسلمين، فحاربهم الهاموك وقُتل ابنه في الحرب، فعاد إلى دمياط، وجمع إليه أصحابه، فاستشارهم في أمره، وكان عنده حكيم قد حضر الشورى، فقال: أيها الملك إنّ جوهر العقل لا قيمة له، وما استغنى به أحد إلا هداه إلى سبيل الفوز والنجاة من الهلاك، وهؤلاء العرب من بدء أمرهم، لم تُردّ لهم راية، وقد فتحوا البلاد، وأذلوا العباد، وما لأحدٍ عليهم قدرة، ولسنا بأشدّ من جيوش الشام، ولا أعز ولا أمنع، وإنّ القوم قد أيدوا بالنصر والظفر والرأي، أن تعقد مع القوم صلحًا ننال به الأمن وحقن الدماء وصيانة الحرم، فما أنت بأكثر رجالًا من المقوقس.
فلم يعبأ الهاموك بقوله، وغضب منه، فقتله، وكان له ابن عارف عاقل، وله دار ملاصقة للسور، فخرج إلى المسلمين في الليل، ودلّهم على عورات البلد، فاستولى المسلمون عليها، وتمكّنوا منها، وبرز الهاموك للحرب، فلم يشعر بالمسلمين إلا وهم يكبرون على سور البلد، وقد ملكوه، فعندما رأى شطا بن الهاموك المسلمين فوق السور، لحق بالمسلمين، ومعه عدّة من أصحابه، فقد ذلك في عضد أبيه، واستأمن للمقداد، فتسلّم المسلمون دمياط، واستخلف المقداد عليها، وسير بخبر الفتح، إلى عمرو بن العاص، وخرج شطا، وقد أسلم إلى البرلس والدميرة وأشموم طناح، فحشد أهل تلك النواحي، وقدم بهم مدد للمسلمين، وعونًا لهم على عدوّهم، وسار بهم مع المسلمين لفتح تنيس، فبرز لأهلها، وقاتلهم قتالًا شديدًا، حتى قتل رحمه اللّه في المعركة شهيدًا بعدما أنكى فيهم، وقتل منهم، فحمل من المعركة، ودفن في مكانه المعروف به، خارج دمياط، وكان قتله في ليلة الجمعة النصف من شعبان، فلذلك صارت هذه الليلة من كل سنة، موسمًا يجتمع الناس فيها من النواحي، عند شطا، ويحيونها، وهم على ذلك إلى اليوم، وما زالت دمياط بيد المسلمين إلى أن نزل عليها الروم في سنة تسعين من الهجرة، فأسروا خالد بن كيسان، وكان على البحر هناك وسيروه إلى ملك الروم، فأنفذه إلى أمير المؤمنين، الوليد بن عبد الملك من أجل الهدنة التي كانت بينه وبين الروم
وشهدت المدينة انصهار كل العناصر في بوتقة واحدة من حيث النظم الاجتماعية والعادات والعلوم والفنون. وبعد أن دخل الإسلام مصر تعرضت دمياط لغارتين من غارات الروم الأولي عام 709 ميلاديا والثانية عام 728 ميلاديا، ولكن باءت هاتان الغارتان بالفشل، كما كان التعسف من قبل الولاة الذين أرسلهم الخلفاء إلي مصر سببا لاندلاع أول ثورة عام 726 ميلاديا والتي كان أشدها من بلبيس إلى دمياط.
وفي عهد الخليفة العباسي أبو الفضل جعفر المتوكل على الله في سنة 238 هـ قام الروم بغزو بحري مفاجئ من جهة دمياط، إذ بعثوا بثلاثمائة مركب وخمسة آلاف جندى إلى دمياط، وقتلوا من أهلها خلقًا كثيرًا، وحرقوا المسجد الجامع والمنبر، وأسروا نحو ستمائة امرأة مسلمة، وأخذوا كثيرًا من المال والسلاح والعتاد، وفرَّ الناس أمامهم، وتمكّن الجنود الرومان من العودة إلى بلادهم منتصرين.

#### الحملات الصليبية على مصر
في عام 1169 ميلاديا وصل الفرنجة دمياط خلال الحملات الصليبية على مصر، حاصروا المدينة برًا وبحرًا وأرسل صلاح الدين الأيوبي إليها الجند عن طريق النيل وأمدَّهم بالسلاح والذخيرة والمال. ولما بلغ صلاح الدين قصد الإفرنج دمياط استعد لهم بتجهيز الرجال وجمع الآلات إليها ووعدهم بالإمداد بالرجال إن نزلوا عليهم وبالغ في العطايا والهبات وكان وزيرا متحكما لا يرد أمره في شيء ثم نزل الإفرنج عليها واشتد زحفهم وقتالهم عليها وهو يشن عليهم الغارات من خارج والعسكر يقاتلهم من داخل فانتصر عليهم فرحلوا عنها خائبين فأحرقت مناجيقهم ونهبت آلاتهم وقتل من رجالهم عدد كبير. كما خرج نور الدين من دمشق لقتال الصليبيين الذين اضطروا للرحيل بعد أن غرق لهم عدد من المراكب وتفشي بينهم المرض.

#### الحملة الصليبية الخامسة
في 30 مايو 1218 ميلاديا وصلت طلائع الحملة الصليبية الثانية بقيادة جان دي برين أمام دمياط واستطاعت الحملة الاستيلاء عليها ونجحوا لمدة 16 شهر، وبعد أن تم الاستيلاء علي دمياط وتحصينها تقدموا لمنازلة جيش الملك الكامل الذي تجمع أمام المنصورة وكان يفصل بين الجيشين فرع دمياط وبحر أشمون، وقطع الملك الكامل الطريق بين الفرنجة ودمياط. وشيد تحصينات قوية عليا لنيل جنوب دمياط، وطلب الفرنجة الصلح على أن يخرجوا من دمياط والبلاد كلها.. ورحل الفرنجة إلى بلادهم ودخل الملك الكامل دمياط وأرسلت البشائر بتحرير دمياط إلي جميع الدول الإسلامية.

#### الحملة الصليبية السابعة
عاود الصليبيون مرة أخرى غزو مصر عن طريق دمياط على رأس حملة بقيادة لويس التاسع ملك فرنسا وصلت شواطئ دمياط في 4 يونيو 1249 ميلاديا. وفر منها أهلها بعد رحيل العربان الذي أوكل لهم الملك الصالح الدفاع عنها حتى توالت الهزائم على جيوش الفرنجة من هزيمتهم في فارسكور إلى هزيمتهم في المنصورة وأسر لويس التاسع ملك فرنسا وتم سجنه في دار ابن لقمان بالمنصورة وفدى نفسه ورجاله بمبلغ 400 ألف جنيه مقابل الجلاء عن دمياط. ولقد تم الجلاء في يوم 8 مايو 1250 ميلاديا وأصبح هذا اليوم عيدًا قوميًا للمحافظة.
ومن اللطائف أن ذكرها دانتي في ملحمته الكوميديا الإلهية- الجحيم، حيث وصلت شهرتها أوروبا أثناء الحروب الصليبية القريبة العهد بدانتي:
« 103- وفي داخل الجبل ينتصب قائماً عجوز ضخم، وهو يدير كتفيه لدمياط وينظر إلى روما كأنها مرآته» (انظر أيضًا: حملة صليبية خامسة، حملة صليبية سابعة)

### عهد المماليك
كانت ميناء رئيسًا اهتموا به مثل الإسكندرية، واقترن ظهور دولة المماليك في مصر بتخريب مدينة دمياط القديمة، ثم قامت في الموقع ذاته نواة مدينة دمياط المملوکية، التي ازدهرت قبيل منتصف القرن الثامن الهجري، وکانت دمياط المملوکية في بدايتها ولاية ثم تحولت إلى نيابة في سلطنة الأشرف برسباي.
المنافي في عهد المماليك
في عصر سلاطين المماليك، أصبحت عقوبة النفي تتم بغير حكم قضائي، ولكن بأمر سلطاني من سلاطين دولة المماليك، أو بمن تكون بيده السلطة الفعلية بالدولة، لأسباب شتى أكثرها سياسي، وهو ما كان يعبِّر عن طبيعة حكم المماليك القائم على التنافس والتقاتل لحيازة السلطنة.

### عهد محمد علي وأسرته
كانت دمياط يوم أن تولى محمد علي باشا حكم مصر عام 1805، كانت دمياط أهم الثغور المصرية وأعظمها تجارة وبلغ تعداد سكانها 30 ألف، وكانت المستودع الكبير للأصناف مثل الأرز وأُنشئت بها الترع والجسور، كما أُنشئ بها مصنع الغزل والنسيج وفي دمياط تم نفي الزعيم المصري عمر مكرم وقد زار محمد علي دمياط عام 1818. وفي ظل الثورة العرابية وبعد مظاهرة عابدين وتأليف شريف باشا الوزارة الجديدة حاول أن يبعد زعماء الثورة العرابية عن العاصمة فكانت دمياط من نصيب عبد العال حلمي الذي ظل واليًا علي دمياط طَوال الثورة العرابية.

### في القرن العشرين

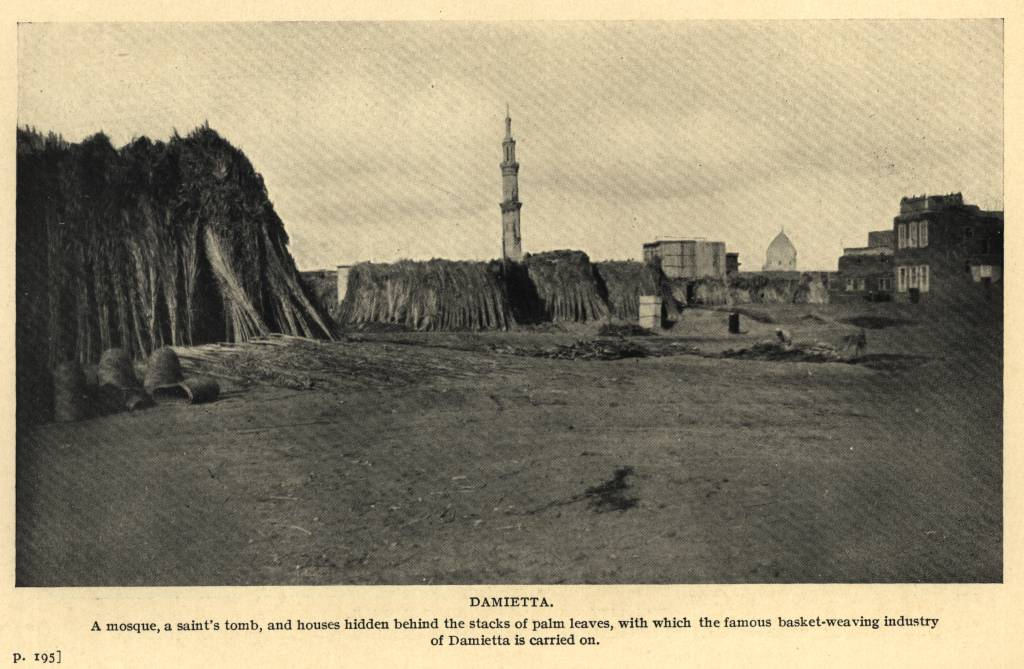
1911م

كان الاحتلال الإنجليزي لا يزال جاثما على البلاد في بداية القرن العشرين ودمياط تسير رويدا في موكب الحضارة الحديثة وكانت نتيجة زيادة المساحات المنزرعة قطنًا أن تم حفر الرياح التوفيقي. كما كان لتوقف التجارة وتعطيل الملاحة نتيجة نشوب الحرب العالمية الأولي وانقطاع الموارد من الأثاث والأحذية الأوربية أن نشطت مصانع دمياط اليدوية وأتقنت صناعتها وتم في عام 1920 ميلاديا إنشاء أول مصنع للحرير. دخلت دمياط في عداد المديريات عام 1954 ميلاديا وأصبحت محافظة بعد قيام ثورة يوليو وذلك بعد صدور القرار الجمهوري رقم 1755 لعام 1960 ميلاديا.

## المناخ
| البيانات المناخية لـدمياط         | البيانات المناخية لـدمياط | البيانات المناخية لـدمياط | البيانات المناخية لـدمياط | البيانات المناخية لـدمياط | البيانات المناخية لـدمياط | البيانات المناخية لـدمياط | البيانات المناخية لـدمياط | البيانات المناخية لـدمياط | البيانات المناخية لـدمياط | البيانات المناخية لـدمياط | البيانات المناخية لـدمياط | البيانات المناخية لـدمياط | البيانات المناخية لـدمياط |
| الشهر                             | يناير                     | فبراير                    | مارس                      | أبريل                     | مايو                      | يونيو                     | يوليو                     | أغسطس                     | سبتمبر                    | أكتوبر                    | نوفمبر                    | ديسمبر                    | المعدل السنوي             |
| --------------------------------- | ------------------------- | ------------------------- | ------------------------- | ------------------------- | ------------------------- | ------------------------- | ------------------------- | ------------------------- | ------------------------- | ------------------------- | ------------------------- | ------------------------- | ------------------------- |
| متوسط درجة الحرارة الكبرى °م (°ف) | 18.1 (64.6)               | 18.8 (65.8)               | 19.7 (67.5)               | 22.7 (72.9)               | 26.6 (79.9)               | 28.4 (83.1)               | 30.5 (86.9)               | 30.5 (86.9)               | 28.9 (84.0)               | 27.3 (81.1)               | 23.7 (74.7)               | 20.0 (68.0)               | 24.6 (76.3)               |
| المتوسط اليومي °م (°ف)            | 15.2 (59.4)               | 15.2 (59.4)               | 16.7 (62.1)               | 19.0 (66.2)               | 22.0 (71.6)               | 24.5 (76.1)               | 26.3 (79.3)               | 27.2 (81.0)               | 26.3 (79.3)               | 24.5 (76.1)               | 21.2 (70.2)               | 17.2 (63.0)               | 21.3 (70.3)               |
| متوسط درجة الحرارة الصغرى °م (°ف) | 8.3 (46.9)                | 9.2 (48.6)                | 10.9 (51.6)               | 13.9 (57.0)               | 17.8 (64.0)               | 20.1 (68.2)               | 21.5 (70.7)               | 21.8 (71.2)               | 20.3 (68.5)               | 19.0 (66.2)               | 15.8 (60.4)               | 10.7 (51.3)               | 15.8 (60.4)               |
| معدل هطول الأمطار مم (إنش)        | 26 (1.0)                  | 19 (0.7)                  | 13 (0.5)                  | 5 (0.2)                   | 1 (0.0)                   | 0 (0)                     | 0 (0)                     | 0 (0)                     | 0 (0)                     | 7 (0.3)                   | 17 (0.7)                  | 24 (0.9)                  | 112 (4.3)                 |
| متوسط الرطوبة النسبية (%)         | 81                        | 78                        | 75                        | 65                        | 60                        | 60                        | 67                        | 73                        | 76                        | 78                        | 80                        | 82                        | 73                        |
| المصدر: Arab Meteorology Book     |                           |                           |                           |                           |                           |                           |                           |                           |                           |                           |                           |                           |                           |

## المعالم
بعض من أهم المزارات التاريخية بدمياط:
- جامع عمرو بن العاص.
- جامع المعيني.
- جامع الحديدى.
- جامع البحر.
- طابية عرابي (بقايا قلعة دمياط وبرجيها) بالقرب من عزبة البرج.
- بحيرة المنزلة.
- تل أثار البرايشة

## الصناعة
تقوم دمياط بتصميم وصناعة الأثاث المنزلي من الأخشاب. تباع هذه المنتجات ليس فقط داخل جمهورية مصر العربية لكن أيضا للدول العربية والأوروبية. تتميز هذه الصناعة بالمتانة والجودة. تتم صناعة الأثاث في الورش (جمع ورشة) الصغيرة ثم يتم بعد ذلك ارسالها للمعارض التي تقوم بعرضها للجمهور أو للتجار لتصديرها خارج البلاد. كمايوجد بها مصانع كبيرة لتصنيع الأثاث بأحدث وسائل التكنولوجيا الحديثة وبأحدث المعدات حتى أصبح لهذه المصانع اسما كبيرا في الأسواق العالمية لصناعة الأثاث.
كما تشتهر بصيد الأسماك وصناعة النسيج والأحذية والحلوى وتعليب السردين والجمبري كما تشتهر بصناعة الألبان ومنها الجبنة الدمياطي أشهر أنواع الجبن في العالم.
وتعد كلية الفنون التطبيقية بدمياط مركز إشعاع ثقافى وفنى من خلال موقعها والرسالة التي تقدمها وتنقسم الكلية إلى ثمان أقسام وهي النحت والتشكيل المعمارى والترميم-التصميم الداخلي والأثاث-الزخرفة-الإعلان-التصميم الصناعي-النسيج-طباعة المنسوجات-الملابس الجاهزة.
وتشتهر محافظة دمياط عن باقي محافظات مصر في صناعة الحلويات ومن أهمها المشبك، الذي تشتهر به المحافظة ويعمل بهذه الصناعة العديد من أهل المحافظة في الكثير من مصانع الحلويات، وتصدر تلك المصانع منتجاتها إلى العديد من الدول العربية بل وإلى بعض الدول الأوروبية مثل إيطاليا.
ويوجد بها أيضا قرية البراشية والتي بنيت مكان كنيسة وسميت على اسم الكاهن وهو ابراشى وكان يوجد فيها كثير من المعالم السياحية ولكن آثار الزمن محتها من التاريخ[بحاجة لمصدر].

## الأعلام
| - علي مصطفى مشرفة عالم الرياضيات (وُلد في مدينة دمياط). - محمد فهيم الجندي مؤسس صناعة الأثاث وأول من نال شهادات جدارة عالمية في صناعة الأثاث. - ضياء الدين داوود عضو مجلس الشعب المصري السابق ورئيس الحزب الناصري الأسبق. - زكي نجيب محمود الفيلسوف الشهير. - فاروق شوشة شاعر. - طاهر أبو فاشا شاعر. - محمد الأسمر شاعر. - مصطفى الأسمر قاص وروائي. - شوقي ضيف أديب وعالم لغوي مصري والرئيس السابق لمجمع اللغة العربية بالقاهرة. - عبد الرحمن بدوي فيلسوف (ولد بمحافظة دمياط) - مدكور أبو العز (فريق أول طيار) قائد القوات الجوية المصرية بعد حرب 1967. - محمد سعيد الماحي (فريق) قائد سلاح المدفعية في حرب أكتوبر. - ابن الدمياطي - محمد حسن الزيات (من قرية الناصرية) وزير الخارجية سابق قبل حرب أكتوبر. - رزق خليل حبة شيخ عموم المقارئ المصرية الراحل. - رفعت الجمال (الجاسوس المصري بإسرائيل والشهير برأفت الهجان). | - حسب الله الكفراوي (مهندس) وزير الإسكان الأسبق. - عبد الرؤوف الريدي سفير مصر السابق في الأمم المتحدة. - عائشة عبد الرحمن بنت الشاطئ. - رفعت المحجوب رئيس مجلس الشعب المصري السابق. - عصام الحضري لاعب المنتخب المصري لكرة القدم. - محمد الجوادي مؤرخ شهير وأستاذ الطب بجامعة الزقازيق (وُلد في مدينة دمياط). - نقولا يوسف صحفي ومؤلف وأديب من مواليد دمياط. - نجوى شعبان روائية وأديبة من مواليد دمياط. - تاج الدين نوفل شاعر وكاتب إسلامي. - درية شرف الدين وزيرة الإعلام السابقة. - عبد الجواد ياسين كاتب ومفكر. - زاهي حواس عالم مصريات. - سهير البابلي ممثلة مصرية. - سعيد الطحان |